# تیم ملی بسکتبال بنگلادش
تیم ملی بسکتبال بنگلادش نماینده بنگلادش در مسابقات بین‌المللی بسکتبال است. بهترین عنوان امروزی این تیم در سال ۲۰۱۰ مدال برنز در بازی‌های جنوب آسیا بود.